# Symplectoscyphus densestriatus
Symplectoscyphus densestriatus är en nässeldjursart som beskrevs av Tang 1991. Symplectoscyphus densestriatus ingår i släktet Symplectoscyphus och familjen Sertulariidae. Inga underarter finns listade i Catalogue of Life.